# Сидоренко, Виталий Сергеевич
Виталий Сергеевич Сидоренко (род. 22 декабря 1981, Киев) — украинский игрок в пляжный футбол. Мастер спорта Украины международного класса. Участник чемпионатов мира 2005, 2011 и 2013 годов.
В 2011 году играл за московский «Локомотив». В 2013 году игрок киевского «Гриффина» и «Артур Мьюзик» и российского «Строгино». Лучший вратарь чемпионата России 2013.

## Личная жизнь
Имеет высшее образование. Женат.

## Достижения
- Победитель Кубка Европы: 2007
- Чемпион России по пляжному футболу: 2010
- Серебряный призёр чемпионата России по пляжному футболу: 2005
- Чемпион Украины по пляжному футболу: 2008, 2009, 2012, 2013
- Серебряный призёр чемпионата Украины: 2006, 2010, 2011, 2016
- Бронзовый призёр чемпионата Украины: 2007
- Победитель группы В второй лиги Украины: 1998/99
- Чемпион клубного Мундиалито: 2012
- Вице чемпион Лиги Чемпионов по пляжному футболу в составе «Гриффина» (Украина)
- Победитель Евролиги: 2016
- вице чемпион Eurowiners Cup: 2016, 2017
- Победитель квалификации на ЧМ 2011
- Чемпион Грузии: 2017
- Вице чемпион Швейцарии: 2014
- Чемпион Венгрии: 2015
- Обладатель Суперкубка Украины по пляжному футболу: 2017